# Giorgia Cardinaletti
Giorgia Cardinaletti (Fabriano, 23 aprile 1987) è una giornalista e conduttrice televisiva italiana.

## Biografia
Si diploma al liceo classico statale "Francesco Stelluti" di Fabriano e si laurea in Lettere a indirizzo storico all'Università degli Studi di Perugia. Dopo aver completato gli studi alla Scuola di giornalismo radiotelevisivo di Perugia, dal 2012 è giornalista professionista iscritta all'Ordine dei Giornalisti del Lazio. 
È stata inviata e poi conduttrice a Rai News 24. Nel 2016, dopo essersi fatta conoscere come inviata della Formula 1 e conduttrice del programma Pole Position, è stata scelta per condurre La Domenica Sportiva, rimanendovi fino al 2019. 
Nell'agosto 2019 è passata al TG1, prima alla conduzione delle edizioni 60 secondi e notturna e successivamente in quella di mezzasera. Nel febbraio 2020, durante la settimana del Festival di Sanremo 2020, conduce su RaiPlay Dentro il Festival, ossia la conferenza stampa del giorno successivo a ogni serata della kermesse.
A lungo impegnata nelle cronache quotidiane durante la pandemia di COVID-19, a gennaio 2022 le viene affidata la conduzione del programma di approfondimento giornalistico Via delle storie, in onda nella seconda serata del lunedì su Rai 1.
Da giugno 2022 conduce l'edizione delle 20 del TG1.
Tra il 2023 e il 2024 è stata sentimentalmente legata al cantante Cesare Cremonini.

## Televisione
- Rai News 24 (2012-2016)
- Pole Position (Rai 1, 2016-2017)
- La Domenica Sportiva (Rai 2, 2016-2019)
- TG1 (Rai 1, dal 2019)
- Dentro il Festival (RaiPlay, 2020)
- Telethon (Rai 1, 2020-2021)
- Via delle storie (Rai 1, 2022)
- TG1 Mattina Estate (Rai 1, 2023-2024)
- Oscars - La notte in diretta (Rai 1, 2025) inviata
- Un racconto infinito (Rai 1, 2025)

## Radio
- Back2Back (Rai Radio 2, dal 2024)

## Riconoscimenti
Il 19 dicembre 2019 ha vinto il Premio Telegiornalista dell'Anno 2019.
Il 12 novembre del 2023 riceve il Premio Guidarello per il Giornalismo d'autore a Ravenna
Il 20 marzo del 2024 riceve il Premio Bartolo d'oro dell'Università degli Studi di Perugia